# Lola Montez – kurtisanen
Lola Montez – kurtisanen är en fransk-västtysk dramafilm från 1955 i regi av Max Ophüls och med Martine Carol i huvudrollen. Den handlar om dansösen Lola Montez och hennes kopplingar till olika framstående män i mitten av 1800-talet. Förlaga är romanen La vie extraordinaire de Lola Montès av Cécil Saint-Laurent.
Filmen var när den först gick upp på bio berättad genom tillbakablickar. Detta mottogs illa av publiken och filmen klipptes om, mot regissörens vilja. År 2008 utgav Franska cinemateket en version som så nära som möjligt försökte återskapa den ursprungliga klippningen.

## Medverkande
- Martine Carol – Maria Dolores Porriz y Montez, grevinna av Landsfield, alias Lola Montès
- Peter Ustinov – stallmästaren på Mammoth Circus
- Anton Walbrook – kung Ludwig I av Bayern
- Ivan Desny – löjtnant James, Lolas förste man, engelsman
- Henry Guisol – Maurice, Lolas kusk
- Lise Delamare – Mrs. Craigie, Lolas mor
- Paulette Dubost – Joséphine, Lolas kammarjungfru, Maurices fru
- Oskar Werner – studenten i München
- Willy Eichberger – läkaren på cirkusen
- Friedrich Domin – cirkusdirektören
- Will Quadflieg – Franz Liszt
- Jacques Fayet – stewarden
- Werner Finck – Wisböck, målaren i München
- Daniel Mendaille – kaptenen
- Claude Pinoteau – Claudio Pirotto, dirigenten, Lolas älskare